# Кэмбреленг, Черчилль Кэлдом
Черчилль Кэлдом Кэмбреленг (англ. Churchill Caldom Cambreleng; 24 октября 1786 года — 30 апреля 1862 года) — американский бизнесмен и политик из штата Нью-Йорк. Известен своей службой в Палате представителей Конгресса США с 1821 по 1839 год, в том числе в качестве председателя нескольких важных комитетов. Кроме того, он служил посланником США в Российской империи (1840—1841).

## Биография
Кэмбреленг родился 24 октября 1786 года в Вашингтоне, округ Бофорт, штат Северная Каролина, в семье Стивена Кэмбреленга и Энн (Пэттен) Кэмбреленг.  Он учился в школе в Нью-Берне, штат Северная Каролина, и переехал в Нью-Йорк в 1802 году.
Стремясь к карьере в бизнесе, Кэмбреленг работал клерком в бухгалтерии. В 1806 году он переехал в г. Провиденс, штат Род-Айленд, где он был заведующим конторой торговца, импевшего интересы на Тихоокеанском Северо-Западе. После смерти своего работодателя Кэмбреленг намеревался заняться бизнесом в Новом Орлеане, но не смог остаться там из-за непрекращающихся боевых действий во время англо-американской войны 1812—1815 годов. 
Кэмбреленг вернулся в Нью-Йорк, где работал у Джона Джекоба Астора. Кэмбреленг путешествовал по Европе и Азии, реализуя торговые возможности для себя и Астора, в итоге добился успеха в бизнесе и разбогател. 
Кэмбреленг был избран как демократический республиканец на 17-й созыв, переизбран на место демократического республиканца Уильяма Х. Кроуфорда на 18-й созыв, джексонианцем на 19-й-24-й созывы, а также демократом на 25-й созыв Конгресса США и занимал должность с 3 декабря 1821 года по 3 марта 1839 года. Он был председателем Комитета по торговле (20-й-22-й Конгрессы), Комитета по иностранным делам (23-й Конгресс) и Комитета по ассигнованиям (24-й и 25-й конгрессы).
После учреждения в 1831 году железной дороги «Саратога — Скенектади» Кэмбреленг стал ее первым президентом.
25 мая 1840 года Президент Мартин Ван Бюрен назначил его чрезвычайным и полномочным посланником Соединенных Штатов в России. Кэмбреленг вручил верительные грамоты в Санкт-Петербурге 21 сентября 1840 года и был отозван 13 июля 1841 года.
Кэмбреленг был делегатом от округа Саффолк на Конституционном конвенте штата Нью-Йорк в 1846 году.
Он участвовал в съезде Демократической партии 1848 года в Балтиморе как представитель фракции «поджигателей амбаров» (англ. Barnburners), но снял свою фракцию и принял участие в выдвижении Ван Бюрена в качестве кандидата от Партии фрисойлеров.  Позже он вновь примкнул к демократам и поддержал на выборах1852 года Франклина Пирса. 

## Кончина
Кэмбреленг скончался 30 апреля 1862 года в Уэст-Неке, округ Саффолк, штат Нью-Йорк. Он был похоронен на Бруклинском кладбище Грин-Вуд.

## Семья
В 1835 году Кэмбреленг женился на Фиби Гловер, дочери нью-йоркского купца Джона Дж. Гловера.  Они оставались в браке до смерти Кэмбреленга; у четы не было детей.

## Память
Кэмбреленг-Авеню (англ. Cambreleng Avenue) в Бронксе, Нью-Йорк, названа в его честь.

### Периодика
Political Portraits: Churchill Caldom Cambreleng (неопр.) // The U.S. Democratic Review : magazine. — Washington, DC: Langtree and O'Sullivan, 1839. — August (т. VI).